# Pittori delle dune
Il nome di Pittori delle dune venne dato a un gruppo di artisti di varia provenienza che nell’estate del 1950, nella località di Procchio, all’isola d’Elba, diede vita a un cenacolo culturale di carattere bohémien.
Ne fecero parte i pittori Emilio Ambron, Renzo Baraldi, Silvano Bozzolini, Furio Cavallini, Beppe Lieto, Gino Gonni, il disegnatore e pubblicitario Ormanno Foraboschi, lo scultore svizzero Hubert Queloz.
Partiti da Firenze, gli artisti si sistemarono in un libero accampamento tra le dune della spiaggia di Procchio. Elessero poi come luogo di ritrovo il ristorante Da Renzo (ora "Il Gelato degli Artisti"), dipingendone le pareti con soggetti estemporanei, nature morte, paesaggi, caricature, motivi ricavati dall’ambiente marino.
Nel 1952 venne organizzata la Mostra-Premio di Pittura “Golfo di Procchio” della quale, con il nome Premio Elba Beppe Lieto, sono state riproposte due edizioni nel 2012 e nel 2013.
Il gruppo dei Pittori delle dune frequentò la località di Procchio all’incirca fino alla seconda metà degli anni Cinquanta, richiamando visitatori, intellettuali, giornalisti, artisti come Felice Carena e Giorgio de Chirico. L'abitudine, da parte degli artisti di passaggio da Procchio, di lasciare disegni o dipinti sulle pareti del locale si protrasse fino ai primi anni Novanta. Tra questi, oltre al gruppo originario, si ricordano: Italo Bolano, Anna Maria D’Annunzio, l’islandese Erró, Enzo Faraoni, Piero Gambassi, Valentino Ghiglia, Marcella Olschki, Eolo Puppo, Rodolfo Marma, l’algerino Denis Martinez.
Nel 2014 le opere all'interno del locale sono state riconosciute meritevoli di tutela da parte del Ministero per i beni e le attività culturali e per il turismo.